# Idaea rhodogrammaria
Idaea rhodogrammaria is een vlinder uit de familie spanners (Geometridae). De wetenschappelijke naam is voor het eerst geldig gepubliceerd in 1913 door Pungeler.
De soort komt voor in Europa.